# Гільєрмо Сааведра
Гільєрмо Сааведра Тапія (ісп. Guillermo Saavedra Tapia, 5 листопада 1903, Ранкагуа, Чилі — 12 травня 1957, Касабланка, Чилі) — чилійський футболіст, що грав на позиції півзахисника.
Виступав за «Ранкагуа» і «Коло-Коло», а також національну збірну Чилі.

## Клубна кар'єра
У дорослому футболі дебютував за команду «Ранкагуа». 
Завершив професійну ігрову кар'єру у клубі «Коло-Коло».
Помер 12 травня 1957 року на 54-му році життя.

## Виступи за збірну
1926 року дебютував в офіційних матчах у складі національної збірної Чилі. Протягом кар'єри у національній команді, яка тривала 5 років, провів у її формі 9 матчів, забивши 1 гол. Зокрема, грав на чемпіонаті Південної Америки 1926 (провів 4 матчі, забив 1 гол) і Олімпійських іграх 1928.
Був учасником чемпіонату світу 1930 року в Уругваї, провівши на полі всі три матчі: проти Мексики (3:0), Франції (0:1) та Аргентини (1:3).

## Титули і досягнення
- Бронзовий призер Чемпіонату Південної Америки: 1926